# Tórtora eurasiàtica
La tórtora o tórtora vulgar (Streptopelia turtur) és un petit i àgil ocell de l'ordre dels columbiformes comú als Països Catalans.

## Noms dialectals
Tortra, tórtera, tórtola, tórdola, tórdora.

## Morfologia
Mesura 28 cm de llargària i 49-55 d'envergadura alar. Té les parts superiors de color castany rogenc amb taques d'un bru fosc. El cap i el coll són d'un gris rosat amb una taca llistada de blanc i negre a cada banda del coll. El pit és de color de rosa pàl·lid. La cua negra amb les vores blanques, punxeguda i llarga. L'ull taronja envoltat d'una zona vermella intensa.

## Ecologia

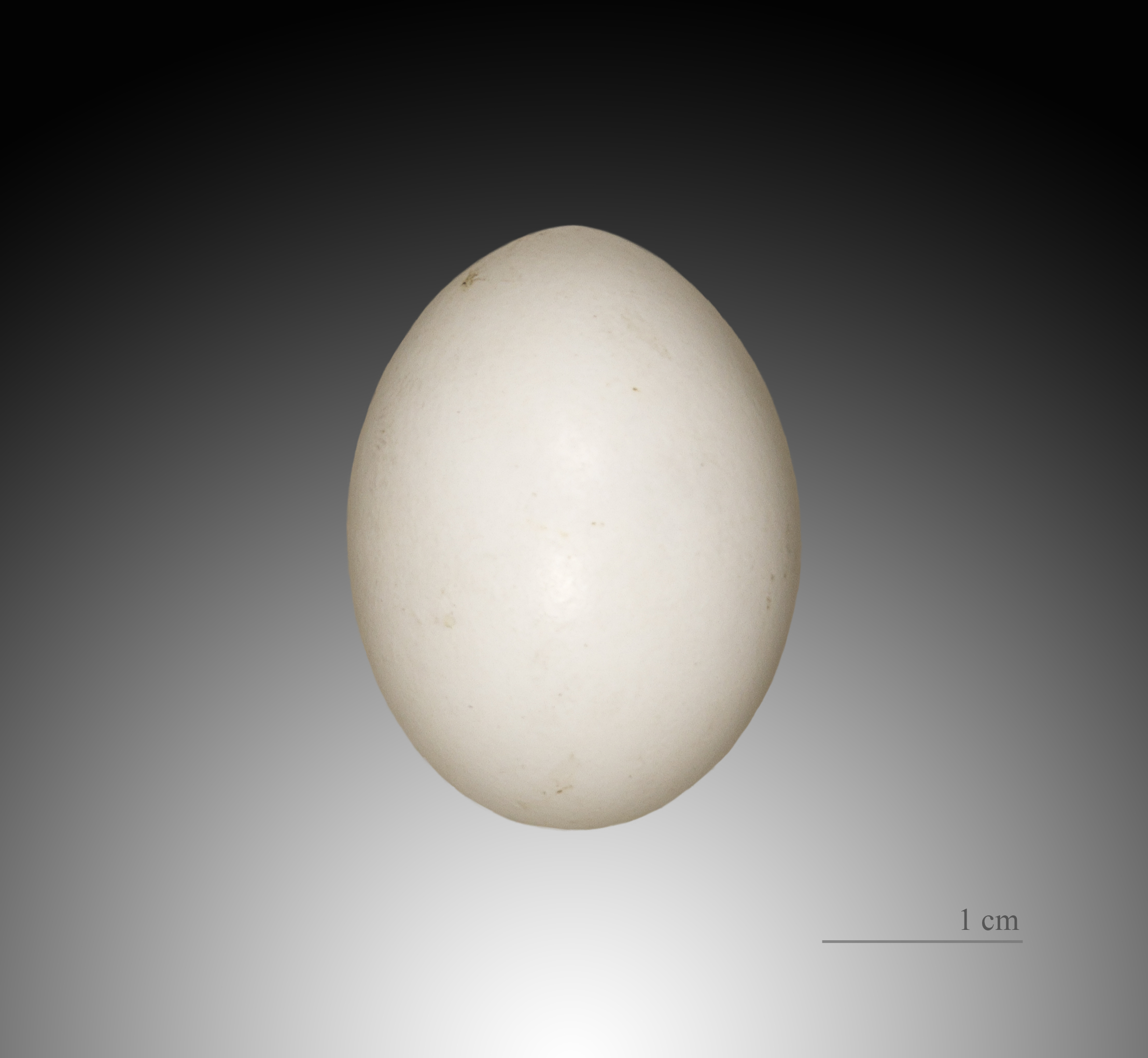
Ou

Viu a l'Europa Central i meridional (és rara a Escandinàvia i Rússia), a l'Àfrica del Nord i a una part de l'Àsia occidental. Hiverna a Àfrica.
Està molt estesa per tot el territori català, que té zones arbrades de tota mena, i fins i tot en els parcs de les ciutats, menys al Pirineu.
És estiuenca i migradora als Països Catalans. És en l'època reproductiva quan és possible de sentir el típic parrup d'aquesta au i de tots els coloms. És agressiva territorialment. Vol ràpid amb freqüents canvis de direcció bategant les ales espasmòdicament. Un cop acabada la cria, al setembre, volen de nit (al contrari dels altres coloms) i en petits esbarts en direcció a Àfrica.
Menja a terra llavors i, de vegades, mol·luscs.
En època de reproducció en un arbre o arbust construeix ràpidament una plataforma mal acabada, a prop de terra, que li servirà per dipositar-hi els 2 ous corresponents i perquè la femella, juntament amb el mascle, els covin durant 14 dies. 18 dies són els que necessiten els pollets per estar en condicions de deixar el niu. Fan dues cries.

## Estat de conservació
Sembla que la població europea ha caigut un 62% a causa de certes pràctiques agrícoles (entre d'altres, la utilització de pesticides), a la sequera del Sahel africà i a la pressió cinegètica que pateix durant la seua migració en els països mediterranis.
- Població catalana: 44.179-69.267 parelles.
- Població europea: 3.500.000-7.200.000 parelles (25-49% de la població mundial).

## La tórtora a la cultura
La tórtora és un dels emblemes de l'amor, tant per les relacions estables que forma aquest animal com per les referències al Càntic dels Càntics, a les cançons populars o la poesia medieval i moderna. Mercè Rodoreda inverteix aquest simbolisme a Mirall trencat, on anuncia la mort.

### Referències bíbliques

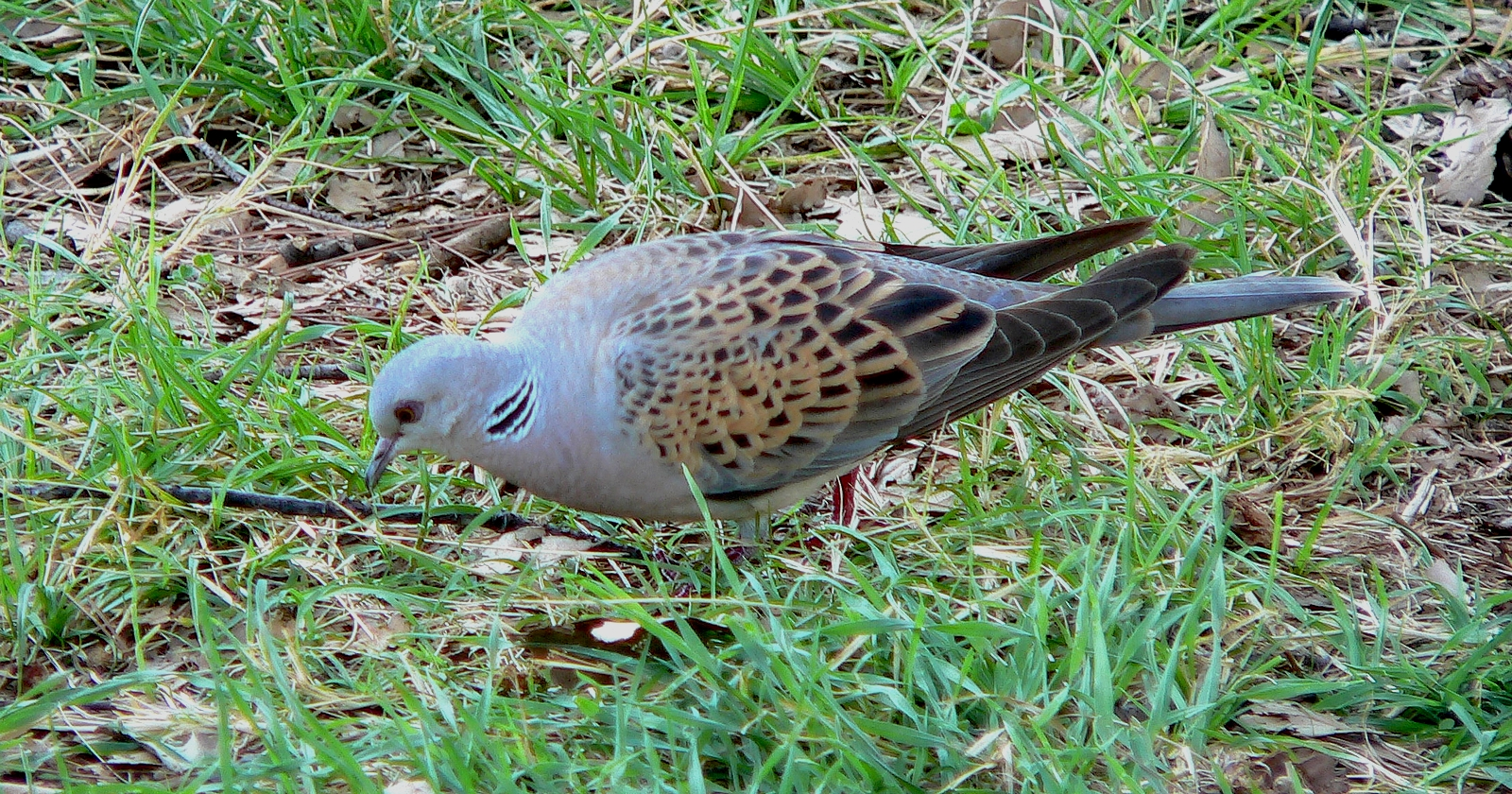
Exemplar fotografiat a la Península d'Ístria
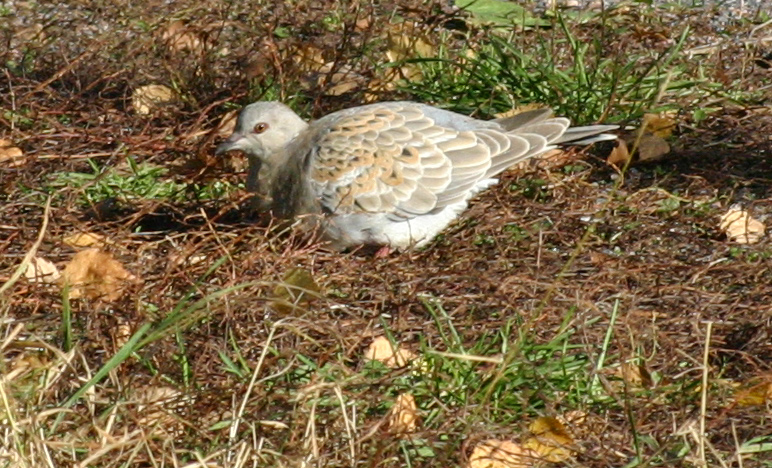
Exemplar fotografiat a Hèlsinki (Finlàndia)
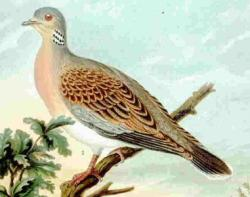
Il·lustració de la tórtora vulgar (circa 1897)
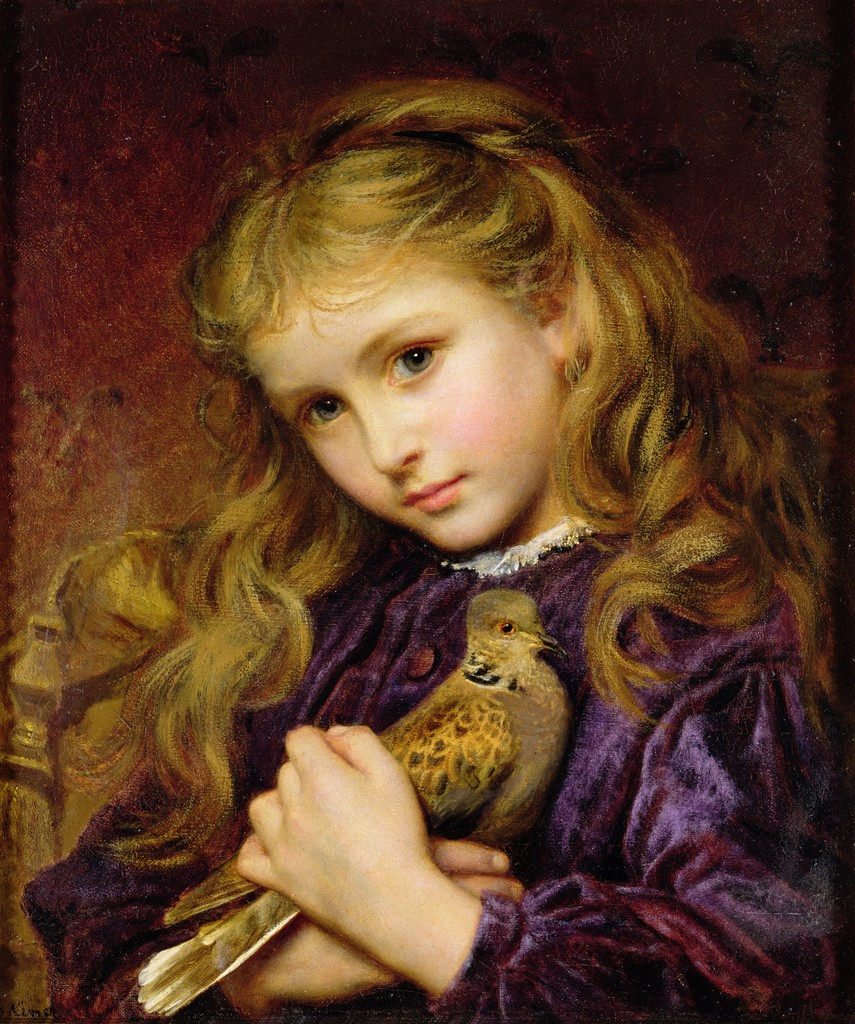
La tórtora (obra de Sophie Gengembre Anderson)
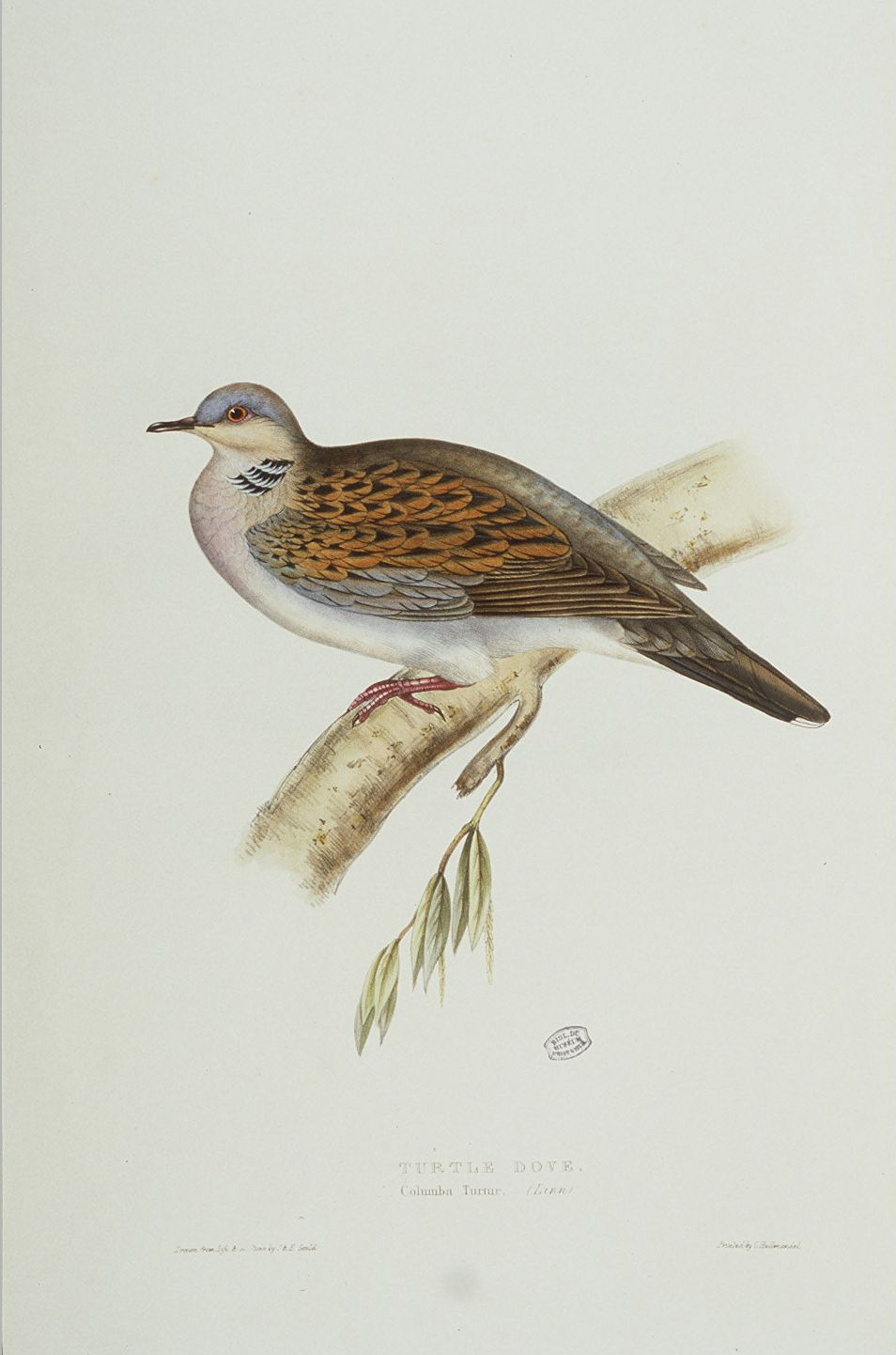
Il·lustració d'una tórtora (obra de l'ornitòleg anglès John Gould)